# Nicola Bischofberger
Nicola Bischofberger  (* 12. August 1994) ist ein Schweizer Unihockeyspieler, der seit der Saison 2022/23 für HC Rychenberg Winterthur spielt.

## Karriere

### Verein
Bischofberger spielte im Nachwuchs vom UHC Nesslau Sharks, wo er ausgebildet wurde und wechselte anschliessend in den Nachwuchs vom Nationalliga-A-Vertreter Chur Unihockey. 2012 debütierte der Nesslauer in der ersten Mannschaft von Chur Unihockey in der Swiss Mobiliar League.
2015 wechselte Bischofberger zum Rekordmeister SV Wiler-Ersigen.
2016 verlieh der SV Wiler-Ersigen den Schweizer Nationalspieler zum schwedischen Spitzenverein IBF Falun. Bischofberger kommentierte seinen Wechsel mitː «Es war schon immer mein Traum in der besten Mannschaft der Welt mit den weltbesten Spielern zusammen zu spielen.» Mit Falun gewann er die schwedische Meisterschaft.
2017 kehrte Bischofberger nach seinem Aufenthalt zurück zum SV Wiler-Ersigen.
Bischofberger verliess 2020 den mehrfachen Schweizer Meister erneut in Richtung Schweden. Er schloss sich Linköping IBK an und unterschrieb einen Vertrag über ein Jahr mit Option auf Verlängerung.
2022 kehrte er zurück in die Schweiz zu HC Rychenberg Winterthur.

### Nationalmannschaft

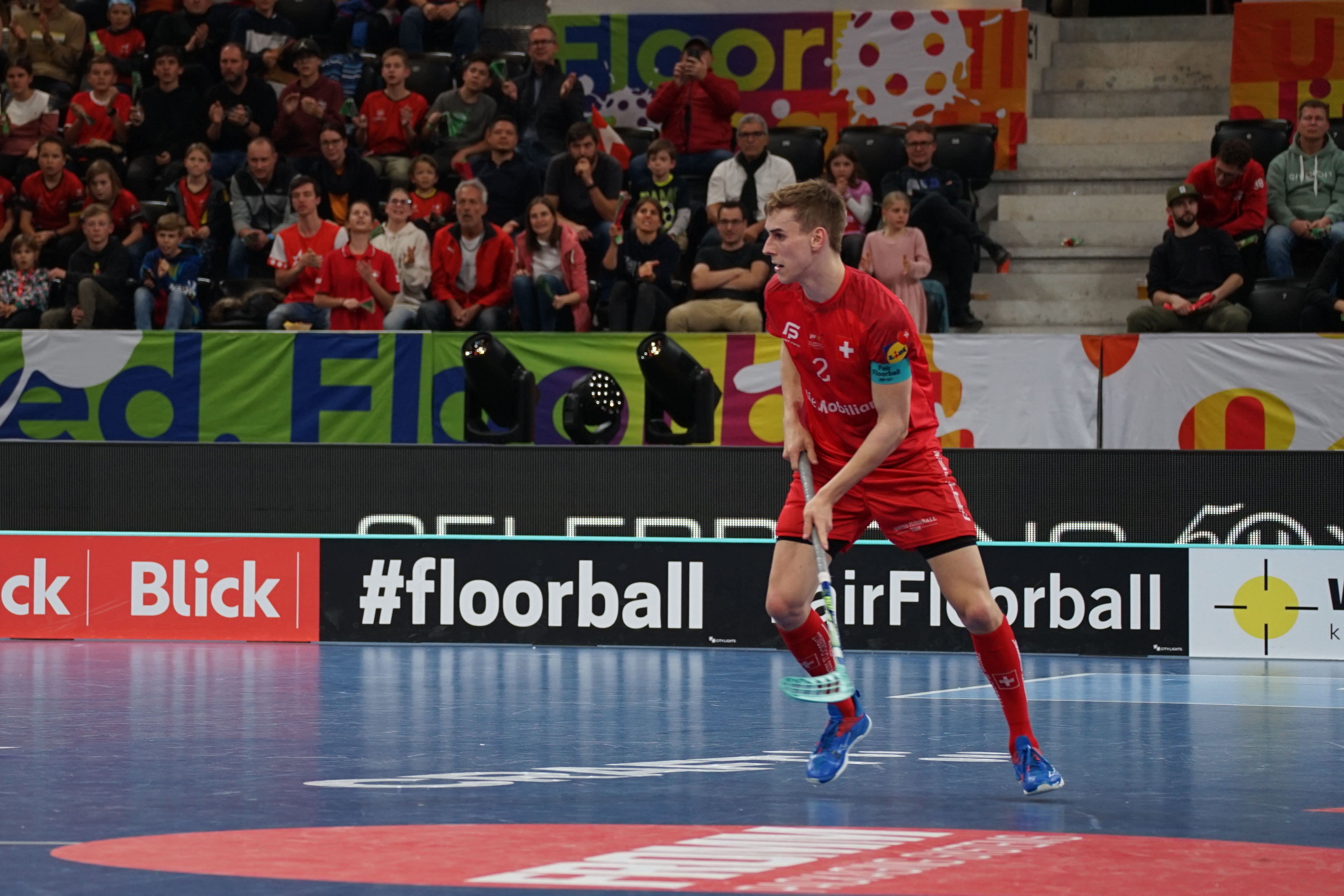
Bischofberger als Captain der Nationalmannschaft an der WM 2022

Zwischen 2009 und 2013 gehörte Bischofberger zum Kader der U19-Unihockeynationalmannschaft. Er nahm mit ihr an der Weltmeisterschaft 2013 in Deutschland teil. Im Final unterlag die Schweiz Schweden und holte Silber.
Bischofberger gehört seit 2015 der Schweizer A-Nationalmannschaft an.